# 切爾克斯民族清洗
切爾克斯民族清洗，是19世紀後期高加索戰爭後俄羅斯帝國對黑海西北岸切爾卡斯亞地區的土著切爾克斯人進行驅逐的事件。驅逐是在1864年戰爭結束前開始，1867年完成。
這次驅逐涉及的人數不詳，也許幾十萬。俄羅斯軍隊圍捕切爾克斯人把他們從村莊押到黑海邊，送到鄂圖曼帝國。驅逐的原因是土地問題，只有一小部分切爾克斯人接受俄羅斯帝國的安置。切爾克斯人口因此被各種各樣分散安置，或在某些情況下集體處決。根據俄羅斯政府公開自己數字的時候，受影響的人民約90％被驅逐出境。
他們大多去到鄂圖曼帝國。但土耳其當局未能給新來者提供的任何支持。他們定居在安納托利亞內的荒涼的山區和被僱用作奴僕和辛苦的工作。另一些則去到卡扎爾王朝統治下的伊朗。